# EHF Liga prvaka 1993./94.
Ovo je 34. izdanje elitnog europskog klupskog rukometnog natjecanja koje se više ne zove Kupom europskih prvaka nego Ligom prvaka. Nakon tri kruga kvalifikacija osam momčadi raspoređenih u dvije skupine igra turnir. Iz svake skupine prva momčad ide u završnicu. Od hrvatskih predstavnika Medveščak Zagreb ispao je u trećem krugu kvalifikacija, a Badel 1862 Zagreb (osvajač zadnjih dvaju naslova) je ispao u skupini.

## Završnica
- Académico BC Braga -  TEKA Santander

- europski prvak:  TEKA Santander (prvi naslov)

## Vanjske poveznice
- Opširnije